# Evolve (marca da WWE)
Evolve  é uma nova marca da promoção americana de luta livre profissional WWE que será lançada em 5 de março de 2025. As marcas são divisões do plantel da WWE onde os lutadores são designados para se apresentar semanalmente quando uma extensão de marca está em vigor. Os lutadores designados para a Evolve aparecerão principalmente no programa semanal da marca, Evolve, que contará com um plantel composto principalmente por recrutas do WWE ID e WWE NIL.

## História
Em janeiro de 2025, foi reportado que a WWE estava planejando reviver a promoção de luta livre independente Evolve como uma marca. A empresa registrou a marca "Evolve" em 30 de janeiro de 2025, com o primeiro conjunto de gravações da Evolve sob a WWE sendo realizado no WWE Performance Center em 7 de fevereiro, substituindo o WWE NXT Level Up, que foi cancelado em dezembro de 2024. Durante o Royal Rumble em 1º de fevereiro, a WWE anunciou que o programa WWE Evolve estrearia no Tubi em 5 de março.
Em um comunicado à imprensa em 3 de fevereiro de 2025, a WWE revelou que a série destacaria principalmente lutadores em ascensão do WWE Performance Center e do sistema de Desenvolvimento Independente (ID) da WWE. O objetivo é que os lutadores da WWE Evolve cheguem à principal marca de desenvolvimento da WWE, o NXT, e eventualmente ao plantel principal do Raw ou SmackDown.